# فوك تشينغ تانغ
فوك تشينغ تانغ (باللغة الصينيّة 霍慶棠; ولدت في عام 1872 وتوفّيت في عام 1957)، وتعرف أيضاً باسم هيو تشنغ تانغ، هي سيّدة أعمال ومجدّدة اجتماعيّة من هونغ كونغ، متزوّجة من ما يينغ بياو مؤسّسس مركز سينسر التجاري، وهي مديرة ورئيسة جمعيّة النساء المسيحيّات الخيريّة الصينيّة في هونغ كونغ، وقائدة –حركة «النضال لمكافحة الأخت الصغيرة – anti-mui tsai movement» في عشرينيّات القرن العشرين.

## سيرتها الذاتيّة
ولدت فوك تشينغ تانغ في عام 1872 في مدينة هونغ كونغ الصينيّة لعائلة مسيحيّة تعود أصوها إلى مدينة شوندا في مقاطعة غوانغدونغ، كان والد فوك «فوك تشينغ تشانغ» كاهن كنيسة القديس ستيفان الأنجيليكانيّة، وواحداً من أوائل رجال الدين في هونغ كونغ. لم يكن للقس فوك أبناءً، وأراد من بناته الأربعة أن يتزوّجن من مسيحيّين. تزوّجت فوك تشينغ تانغ من ما يينغ بياو، وهو رجل أعمال صيني أستراليّ، ومؤسّس مركز سينسر التجاري الذي يُعَدّ أوّل متجر صيني في هونغ كونغ.
رافقت فوك زوجها «ما» إلى أستراليا، وعادت معه إلى هونغ كونغ في عام 1894 قبل أن تقنعه بافتتاح شركة سينسر. أصبحت فوك -عندما تمّ افتتاح مركز سينسر التجاري في عام 1900 برقم بناء 172 في شارع كوين الرئيسيّ– أوّل امرأة عصريّة تعمل كبائعة في الوقت الذي لم تكن فيه النساء الموقّرات تعملن في مكانٍ عامّ.
كانت فوك أيضاً قائدة اجتماعيّة في هونغ كونغ، فقد قامت بتشكيل أوّل جمعيّةٍ نسائيّة في المدينة حملت اسم «جمعيّة النساء المسيحيّات الخيريّة الصينيّة»، وذلك بالتعاون مع أختها فوك تشو يو، وكاثرين إس. سي. وو، وسو بوي كاو. عملت فوك كمديرة لهذه الجمعيّة بين عاميّ 1920 و1928، وبين عامي 1948 و1957، وكرئيسة لها بين عامي 1920 و1923.
عزّزت فوك خلال فترة قيادتها للجمعيّة من حركة النضال لمكافحة الأخت الصغيرة وهي حملة بين النساء والفتيات لإلغاء ممارسة شراء الفتيات اليافعات كخادمات. فوك أيضاً هي رئيسة لجنة التحقيق داخل هذه الحركة.
أنجبت فوك من زجها ما 13 طفلاً، وتزوّجت جميع أخواتها من صينييّن أستراليّين يعتنقون الديانة المسيحيّة، فقد تزوّجت فوك تشو يو (ولدت في عام 1877 وتوفّيت في عام 1961) من ما وينغ تشان (ولد في عام 1863 وتوفّي في عام 1938)، أمّا فوك فانغ كيو فقد تزوّجت من كووك كواي. كان الابن الرابع لفوك «ما مان فاي» ناشطاً اجتماعيّاً أيضاً.